# 大專籃球聯賽

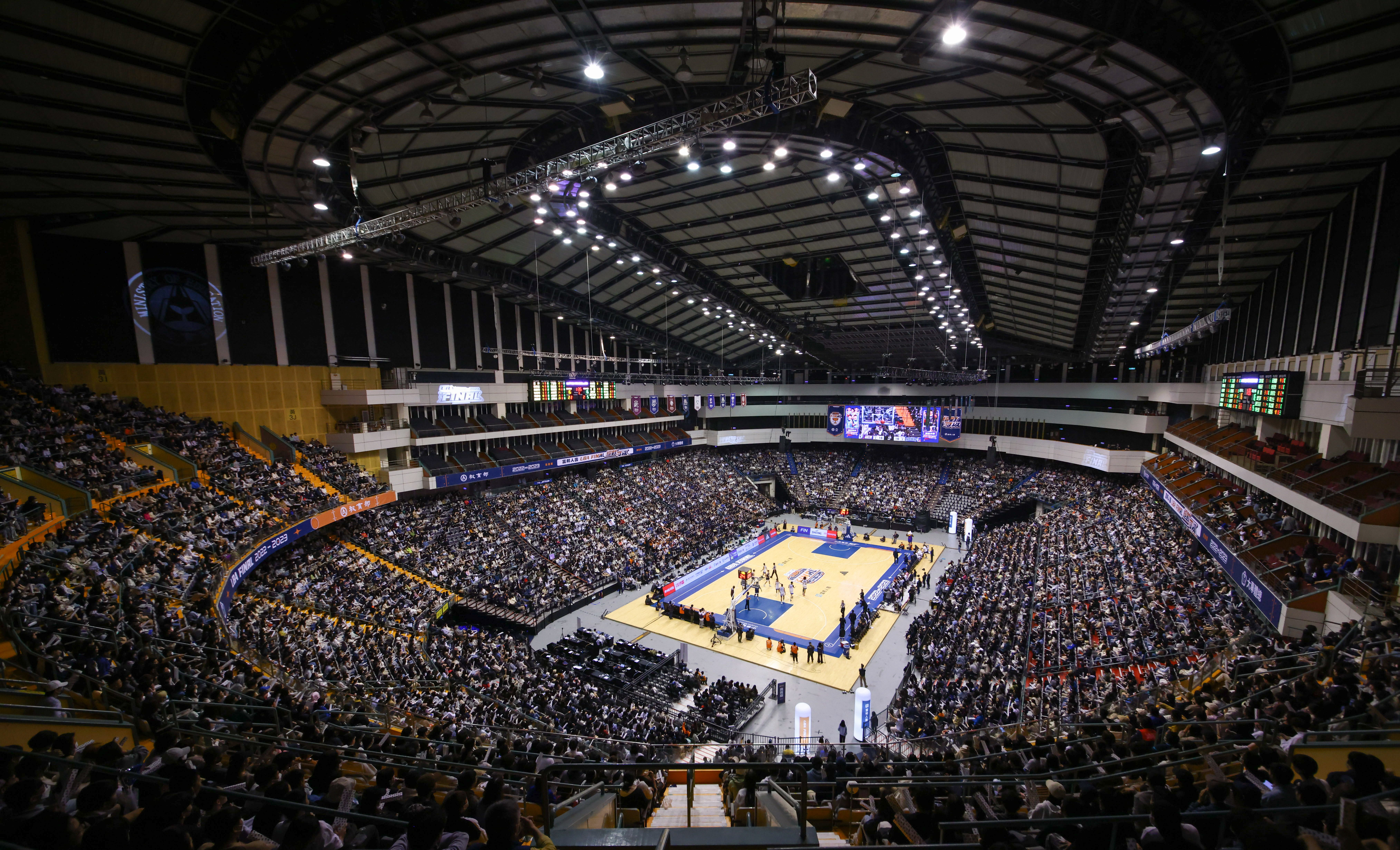
111年度大專籃球聯賽公開一級男子組冠軍賽，於臺北小巨蛋舉辦

大專籃球聯賽（英語：University Basketball Association，簡稱：UBA），是臺灣學生籃球競技最高殿堂，由中華民國大專院校體育總會主辦，富邦人壽自105學年冠名贊助至今。
大專籃球聯賽於76學年度在中華民國教育部指導下開始辦理。初期只有男籃賽事，直到81學年度加入女籃賽事。

## 簡介
76學年度（1987年-1988年)本賽事在教育部的指導下開始辦理，當時名為「大專男子籃球運動聯賽
」，是仿照全美大學體育協會之組織構想與方式，將原全國大專盃籃球錦標賽改為聯賽方式，並區分為大學院校及專科學校兩個聯盟。
77-81學年度共五屆由大專體總籃球委員會承辦，其中79至81學年之委員會由輔仁大學承接。國立中央大學自82學年度辦理本賽事續辦三屆（82-84）及86、87 學年度續辦兩屆。
81學年度增設女生組，賽事名稱改為「大專籃球運動聯賽」
88學年度起（1999年-2000年）中華民國大專院校體育總會開始固定辦理，不再委託單一學校承辦。
94學年度（2005年-2006年）起UBA男籃與超級籃球聯賽進行切割，球員只能代表其中一邊出賽。
100學年度（2011年-2012年）起女籃正式與女子超級籃球聯賽切割。
105學年度（2016年-2017年）獲冠名贊助，富邦人壽取得大專校院籃球運動聯賽的冠名贊助權。
106學年度（2017年-2018年）公開一級決賽首次於臺北小巨蛋進行。
108學年度（2019年-2020年）因為新型冠狀病毒肺炎的疫情影響，男子公開組第一級8強不開放觀眾入場觀賽，觀眾只能收看電視及網路轉播，為UBA史上頭一次的無觀眾比賽。

## 參賽資格
每校公開男生組、公開女生組、一般男生組及一般女生組各以參賽1隊為限。凡曾報名國內外任何職業聯盟之籃球隊、中華民國籃球協會所屬 SBL 或 WSBL 球團之任何比賽者，無參賽資格。

## 分組方式

### 男生組
比賽分級為公開組第一級、公開組第二級與一般組共三個級別，其中公開組第一級與二級存在升降關係。
公開組第一級共有16支球隊，由上一年度之第1名至第12名之球隊與公開組第二級第1名至第4名之球隊所組成。公開組第二級由上一年度之公開組第一級第13名至第16名之球隊、公開組第二級第5名球隊及招收運動績優生或一般組自願升級之球隊組成。
一般組則為未具公開組參賽資格之球隊。

### 女生組
比賽分級為公開組第一級、公開組第二級與一般組共三個級別，其中公開組第一級與二級存在升降關係。
公開組第一級共有12支球隊，由上一年度之第1名至第10名之球隊與公開組第二級第1名及第2名之球隊所組成。公開組第二級由上一年度之公開組第一級第11名及第12名之球隊、公開組第二級第3名至第5名之球隊及招收運動績優生或一般組自願升級之球隊組成。
一般組則為未具公開組參賽資格之球隊。

## 現行賽制

### 公開男生組第一級
- 預賽階段：16支球隊進行單循環比賽，取前8名之球隊晉級複賽。9～12名可以保住明年賽季席次；13～16名下學年度降至公開二級。
- 複賽階段：8支球隊進行單循環比賽，取前4名之球隊晉級決賽。
- 決賽階段：4支球隊進行單淘汰交叉名位決賽。

### 公開女生組第一級
- 預賽階段：12支球隊進行單循環比賽，取前6名之球隊晉級複賽。依序排名為第7～12名，第11、12名於下學年度被降至公開二級。
- 複賽階段：6支球隊進行單循環比賽，取前 4 名之球隊晉級決賽。
- 決賽階段：4支球隊進行單淘汰交叉名位決賽。

### 公開男生組第二級
- 預賽階段：採分區進行單循環比賽，各區以8支隊伍為原則。各區按報名參賽隊數比例取晉級複賽隊數（合計24隊）。另外上一年度之公開組第一級第13名至第16名之球隊、公開組第二級第5名球隊的分佈區域再增額錄取8隊。分組原則如下：
  - 第一區(北一區、北二區以抽籤方式決定之)：臺北市、新北市、基隆市、宜蘭縣、花蓮縣、金門縣。
  - 第二區：桃園市、新竹市、新竹縣、苗栗縣。
  - 第三區：臺中市、南投縣、彰化縣。
  - 第四區：雲林縣、嘉義市、嘉義縣、臺南市。
  - 第五區：高雄市、屏東縣、台東縣、澎湖縣。
- 複賽階段：約32支球隊分成甲、乙、丙、丁等四組進行單循環比賽，按預賽各組成績排序編配。複賽採分組單循環比賽，預賽成績保留。複賽各組取前 4 名之球隊晉級 16 強決賽。
- 決賽階段：16隊採單淘汰交叉名位決賽，排定方式按各組複賽名次抽籤決定。

### 公開女生組第二級
- 預賽階段：採全國不分區，分四組進行單循環比賽，取各組前四名晉級至複賽。上一學年度之公開組第一級第11名與第12名及公開組第二級第3名及第4名之球隊為種子球隊，依序排列。公開組第二級並列第5名之球隊，以抽籤方式排定第5至第8。其餘參賽球隊以抽籤方式排定分組。
- 複賽階段：16支球隊分成甲、乙等兩組進行單循環比賽，按預賽各組成績排序編配，並保留預賽成績，取各組前四名晉級決賽。
- 決賽階段：採單淘汰交叉名位決賽，排定方式按各組複賽名次決定。第一輪負者併列第5名。冠亞軍下學年度升至公開一級。

### 一般組
- 預賽階段：採分區循環賽，全國分為六區，分區原則如下：
  - 第一區(北一區、北二區以抽籤方式決定之)：臺北市、新北市、基隆市、宜蘭縣、花蓮縣、金門縣。
  - 第二區：桃園市、新竹市、新竹縣、苗栗縣。
  - 第三區：臺中市、南投縣、彰化縣。
  - 第四區：雲林縣、嘉義市、嘉義縣、臺南市。
  - 第五區：高雄市、屏東縣、台東縣、澎湖縣。

各區參賽球隊隊數未達 3（含）隊，得併區舉行比賽。
各區參賽球隊隊數在 7（含）隊以下時，採單循環決賽。
各區參賽球隊為 8 隊以上時（含 8 隊），採預賽分組單循環比賽，預賽取各組優勝球隊晉級分區排名賽。 
- 分區排名賽：採單淘汰交叉名位排名賽。
- 決賽:採單淘汰交叉名位排名賽。

## 口號
| 學年度 | 口號              | 來源  |
| ------ | ----------------- | ----- |
| 106    | Reach The Top     |       |
| 107    | Happy UBA         | [ 3 ] |
| 108    | We The Fans       | [ 4 ] |
| 109    | 安心看球 安心打球 | [ 5 ] |
| 110    | 更好的我們        | [ 6 ] |
| 111    | 絕對可以          |       |
| 112    | 有我在            |       |
| 113    | 現在ing           |       |

## 外部連結
- 官方网站